# گورستان یادبود آمریکاییان آرگون

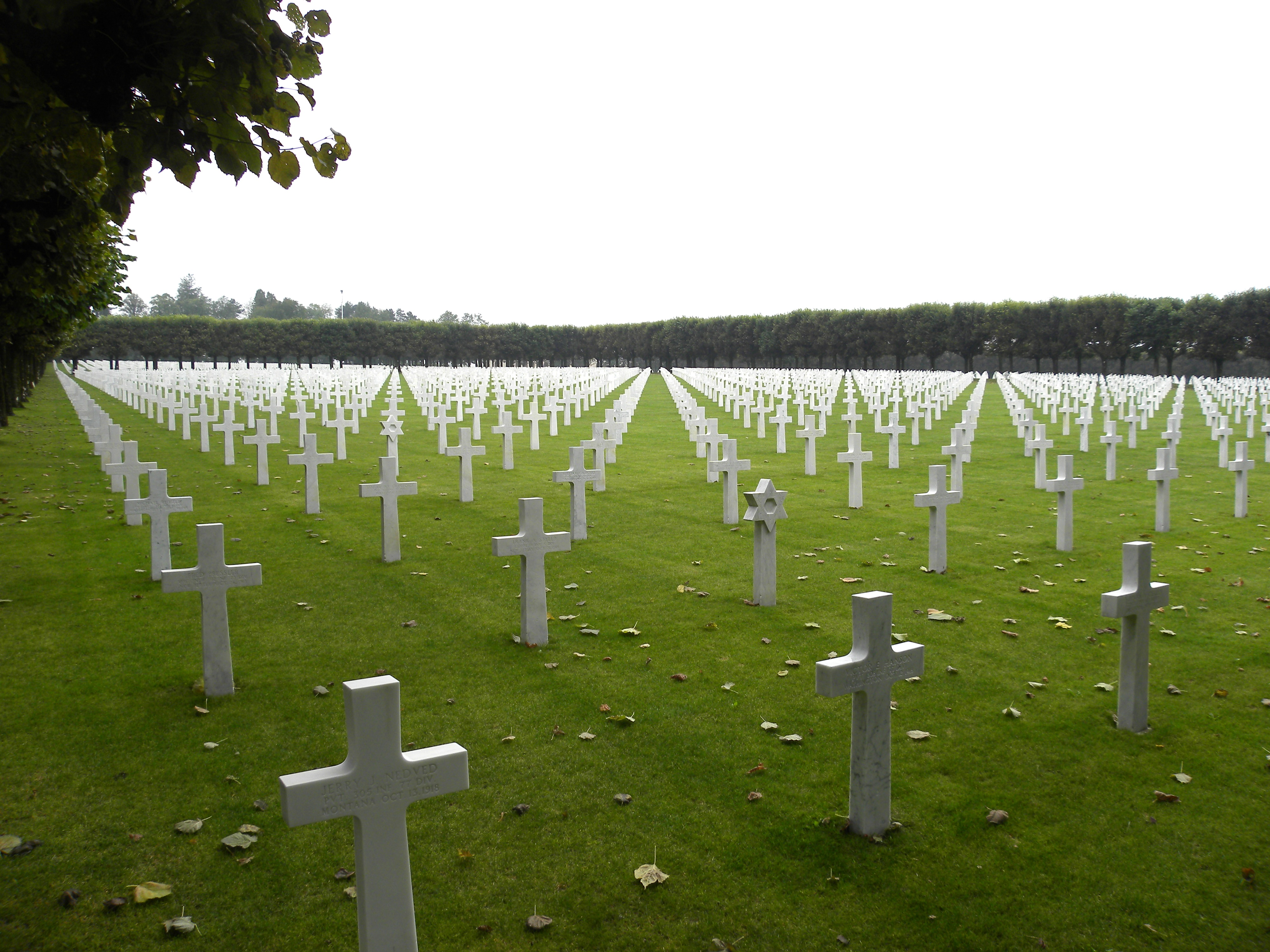

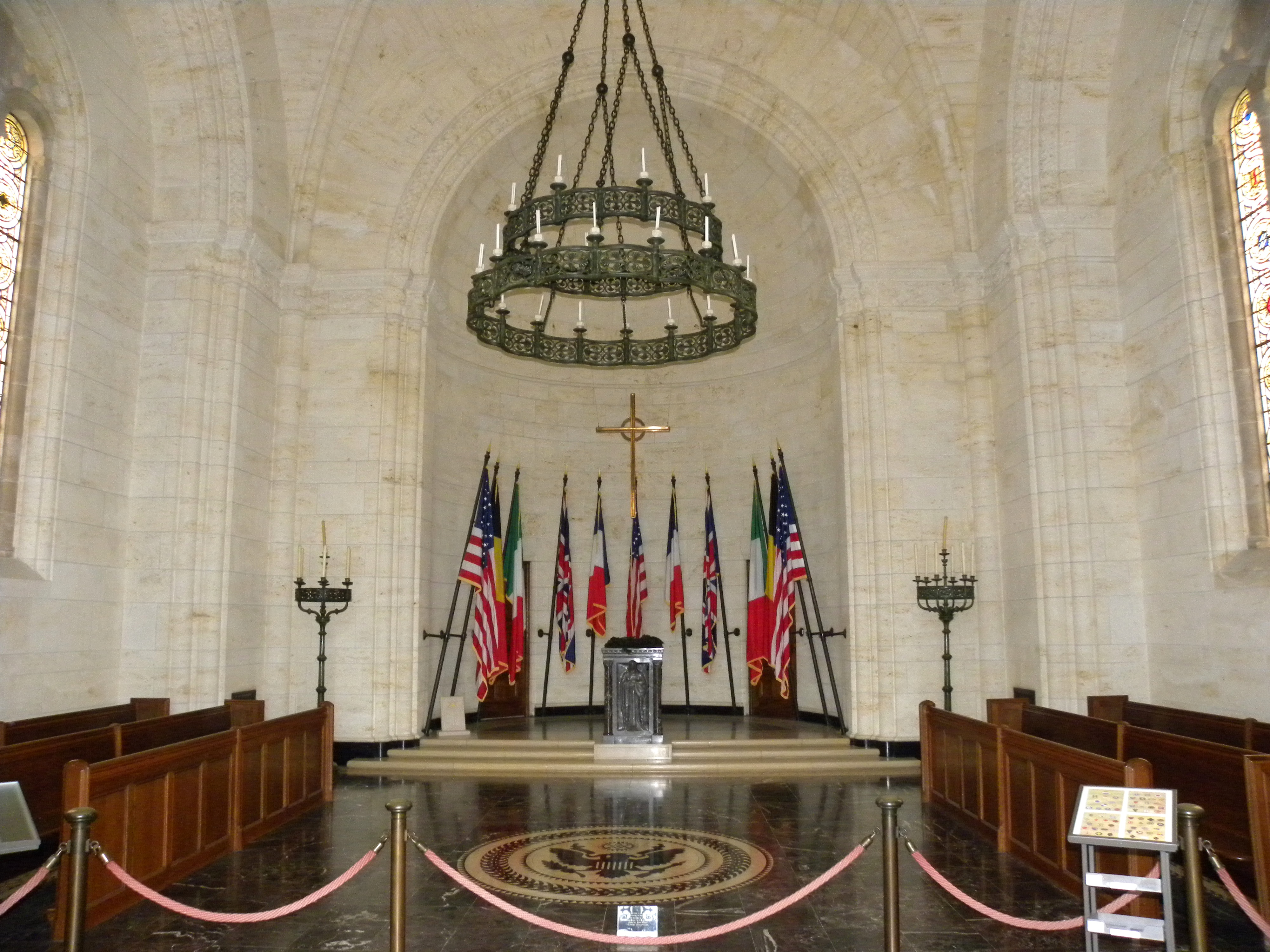
کلیسای داخلی گورستان

گورستان یادبود آمریکاییان آرگون (به فرانسوی: Cimetière américain de Romagne-sous-Montfaucon)، گورستانی با مساحت ۱۳۰٫۵ هکتار در نزدیکی رماگنه-سوس-مونت فایوکون، فرانسه است. این گورستان شامل ۱۴٬۲۴۶ مدفن می‌باشد که بیشترین تعداد نظامیان آمریکایی کشته شده در اروپا را شامل شده و بسیاری از آنها در جریان تهاجم آرگون جان خود را از دست داده‌اند.

## توضیحات مکان
این گورستان شامل هشت بخش است. بالاتر از قبرستان یک کلیسای کوچک تزئین شده با پنجره‌های شیشه‌ای رنگی وجود دارد. در امتداد دیوارهای کلیسا، قبور کشته‌های گم نام قرار گرفته است.
این مکان، یک بنای تاریخی است؛ که روزانه برای بازدید عموم از از ساعت ۹:۰۰ صبح تا ۵:۰۰ بعد از ظهر باز است.